# Medvežje-Saňkovo

Exkláva na mapě Dobrušského rajonu

Medvežje-Saňkovo (rusky Медвежье-Саньково, bělorusky Мядзвежжа-Санькова) je ruská exkláva v Bělorusku. Administrativně spadá do Zlynkovského rajonu Brjanské oblasti Ruské federace, celá exkláva je obklopena územím Dobrušského rajónu Homelské oblasti Běloruské republiky.
Území od zbytku Ruska odděluje koridor tvořený neprůchodnou bažinou, který je v nejužším místě široký pouhých 600 metrů.

## Historie
Vsi Medvěžje a Saňkovo založili na počátku 20. století ruští osídlenci, kteří zde pro tyto účely zakoupili od šlechtice Švedova pozemky o výměře 454 ha. Při definitivním určování hranic svazových republik SSSR v roce 1926 bylo území na přání místních obyvatel přičleněno k Brjanské oblasti Ruské sovětské federativní socialistické republiky.
Během nacistické okupace v létě 1943 byly obě obce vypáleny a část obyvatelstva popravena kvůli podpoře partyzánů. Po válce exklávu obývalo na 500 obyvatel. Oblast těžce postihla havárie v černobylské jaderné elektrárně. Jelikož se jednalo o jednu z nejsilněji zamořených oblastí, odešla značná část místních obyvatel. Zůstalo pouze několik desítek lidí staršího věku, kteří se odmítli vystěhovat. Na počátku 21. století byly již vsi zcela opuštěné. Jedinými návštěvníky tak bývají zloději a pytláci, protože ruská policie do exklávy nezajíždí a ta běloruská zde nemá žádné pravomoci.